# 那谷寺
那谷寺（なたでら）は、石川県小松市にある仏教寺院。高野山真言宗別格本山。
本尊の千手観世音菩薩像は33年ごとに開扉される秘仏とされ、最近では2017年の開創一千三百年大祭に合わせて公開（4月9日～10月31日）された。

## 歴史
寺伝によれば、養老元年（717年）に泰澄法師が夢に現れた千手観音を岩窟に安置したのが始まりとされる。その後寛和2年（986年）花山法皇が行幸の折り岩窟で輝く観音三十三身の姿を感じ、求むる観音霊場三十三カ所はすべてこの山に凝縮されるとし、西国三十三観音の一番「那智」と三十三番「谷汲」の山号から一字ずつを取り「自主山厳屋寺」から「那谷寺」へと改名した。
中世になると南北朝時代には新田義貞の攻撃を受け、その後も一向一揆とともに浄土真宗に改める者が増えたため衰退した。
近世に入って加賀藩藩主前田利常が伽藍を再建。この時の大工は気多大社拝殿を建てたのと同じ山上善右衛門である。
前田利常は江沼郡の大半を支藩の大聖寺藩に分置したが、この那谷寺がある那谷村付近は自身の隠居領としたため、その死後も加賀藩領となった（後に領地交換で大聖寺藩領となる）。
元禄2年（新暦1689年）奥の細道の松尾芭蕉は弟子の河合曾良と山中温泉で別れ、数日前滞在した小松へ戻る道中参詣し、奇岩霊石がそそりたつ遊仙境の岩肌を臨み句を詠んでいる。
- 石山の　石より白し　秋の風　芭蕉　（境内には句碑もある。）

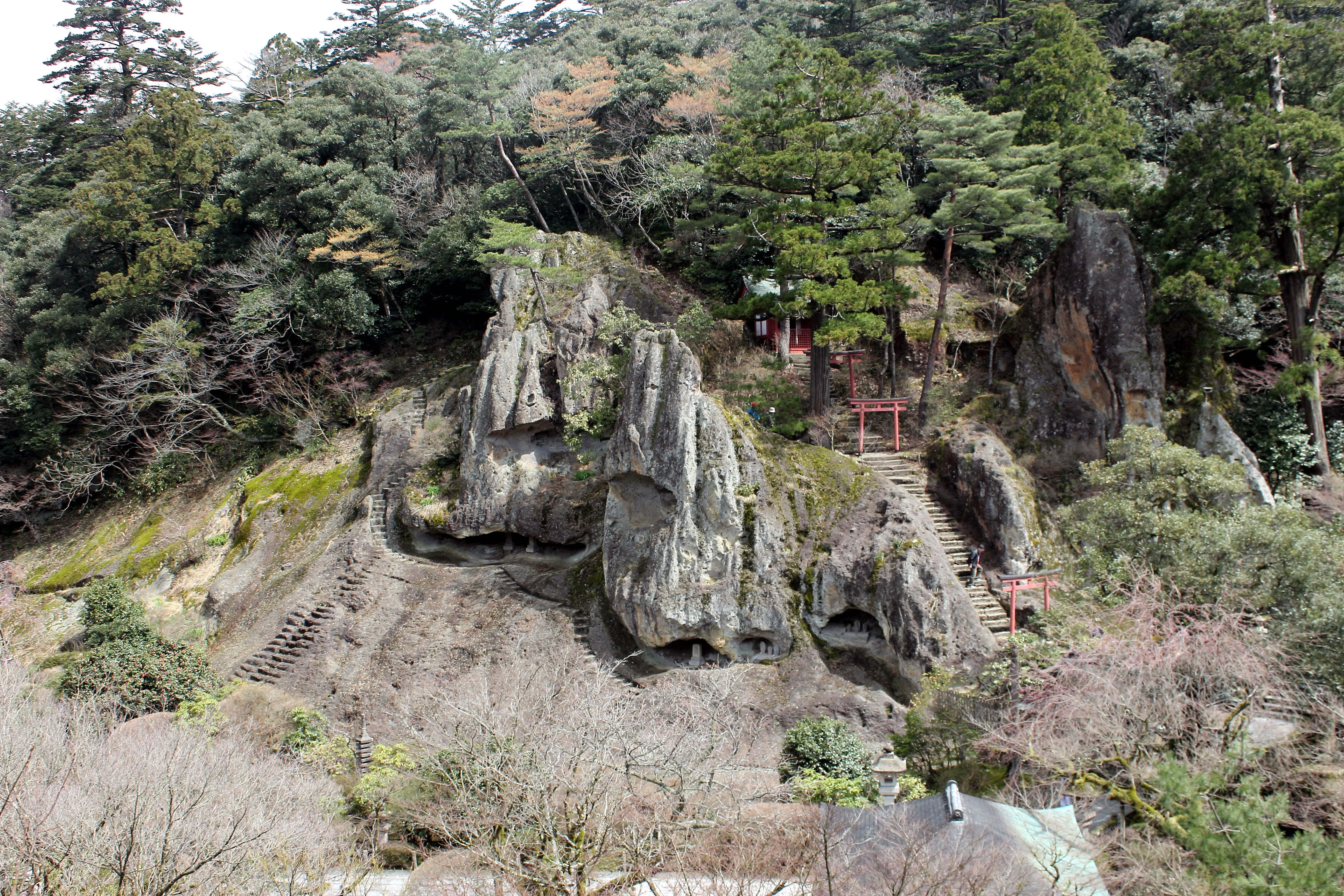
奇岩遊仙境
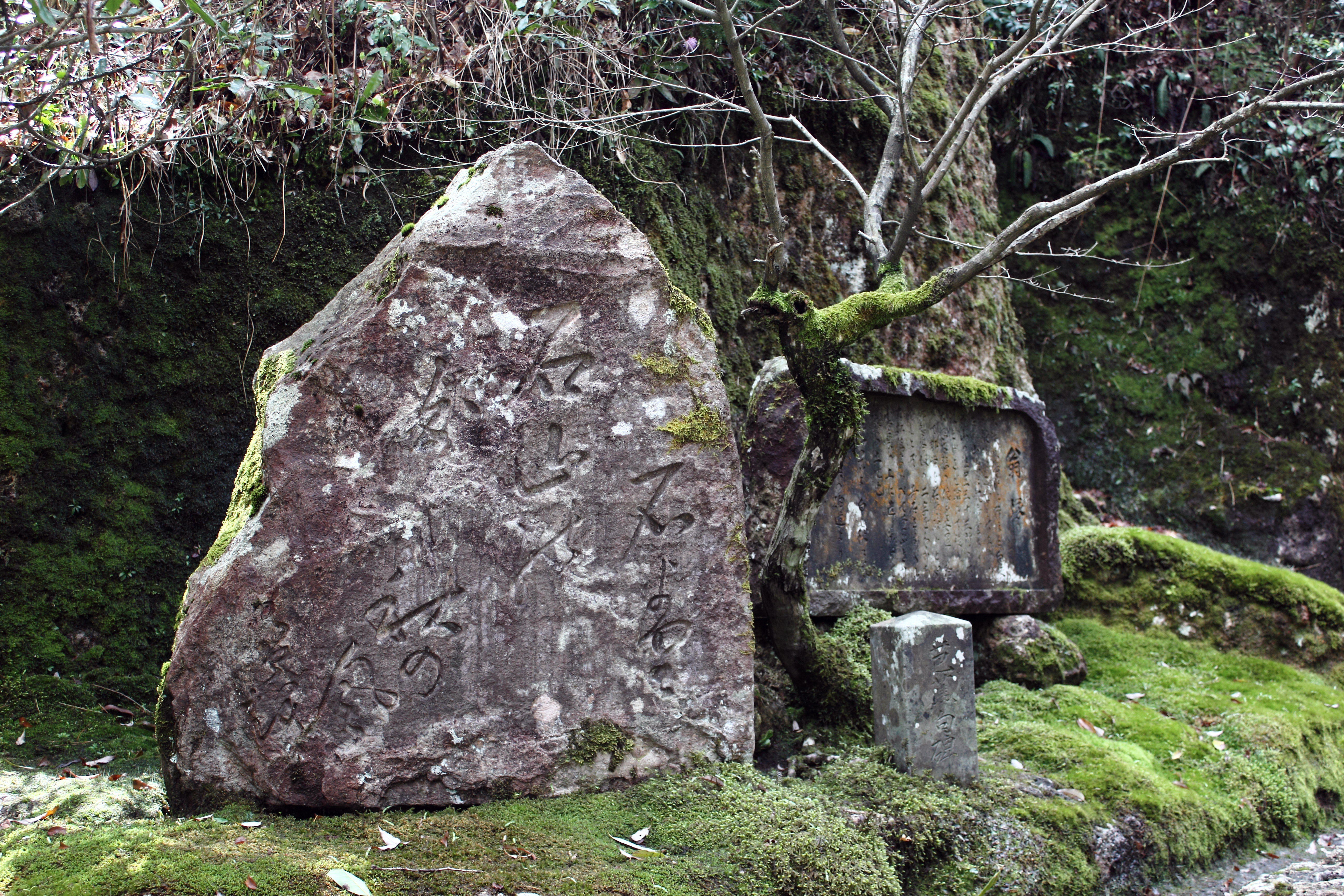
芭蕉句碑

## 境内
- 大悲閣（本堂） - 岩窟内に造られた本殿、その手前の唐門、拝殿の3棟からなる。慶長2年（1597年）建立。
- 三重塔 - 寛永19年（1642年）建立。
- 鎮守堂
- 護摩堂 - 慶安2年（1649年）建立。
- 鐘楼 - 慶安2年（1649年）建立。
- 書院 - 慶安2年（1649年）頃建立。
- 金堂華王殿
- 普門閣 - 弘化4年（1847年）ごろ建てられた春木家住宅主屋を昭和40年（1965年）に移築し宝物館、休息所などで使用。
- 山門
- 楓月橋
- 展望台
- 奇岩遊仙境
- 稲荷社
- 書院庭園（庫裡庭園）
- 琉美園
- 三尊石
- 庚申さん
- 芭蕉句碑
- 不動明王の霊水

## 文化財

### 重要文化財
- 本堂（本殿、唐門、拝殿[6]）
- 書院及び庫裏[7]
- 三重塔[8]
- 護摩堂[9]
- 鐘楼[10]

### 登録有形文化財
- 普門閣[11]

### 名勝
- 庫裡庭園[12]（書院庭園）
- 那谷寺境内（奇石） - おくのほそ道の風景地

### 石川県指定文化財
- 萬暦五彩草花龍文瓶

### 小松市指定文化財
- 茶室 如是庵
- 前田利常画像
- 大悲閣鰐口
- 馬符

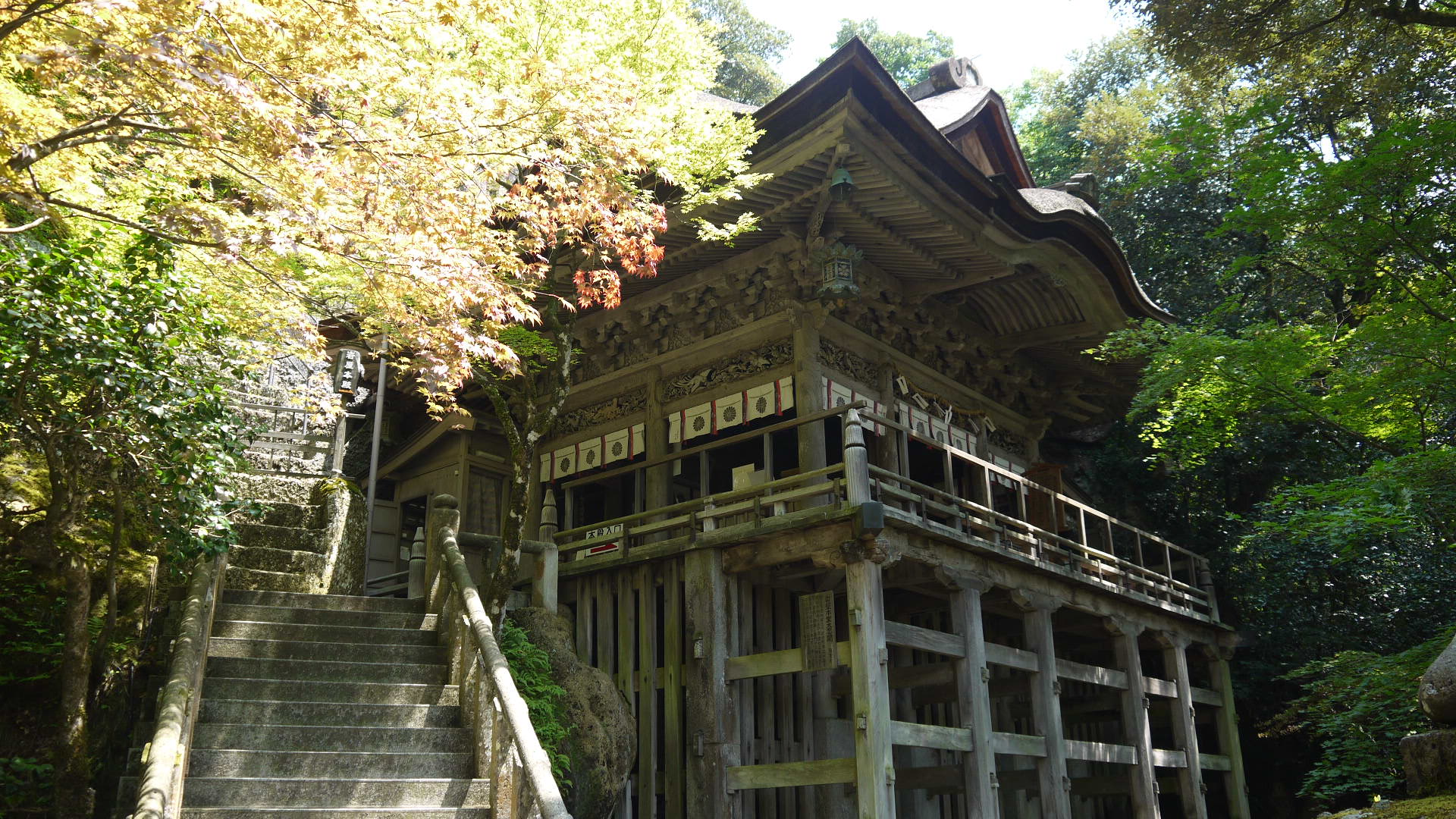
本堂 拝殿（重要文化財）
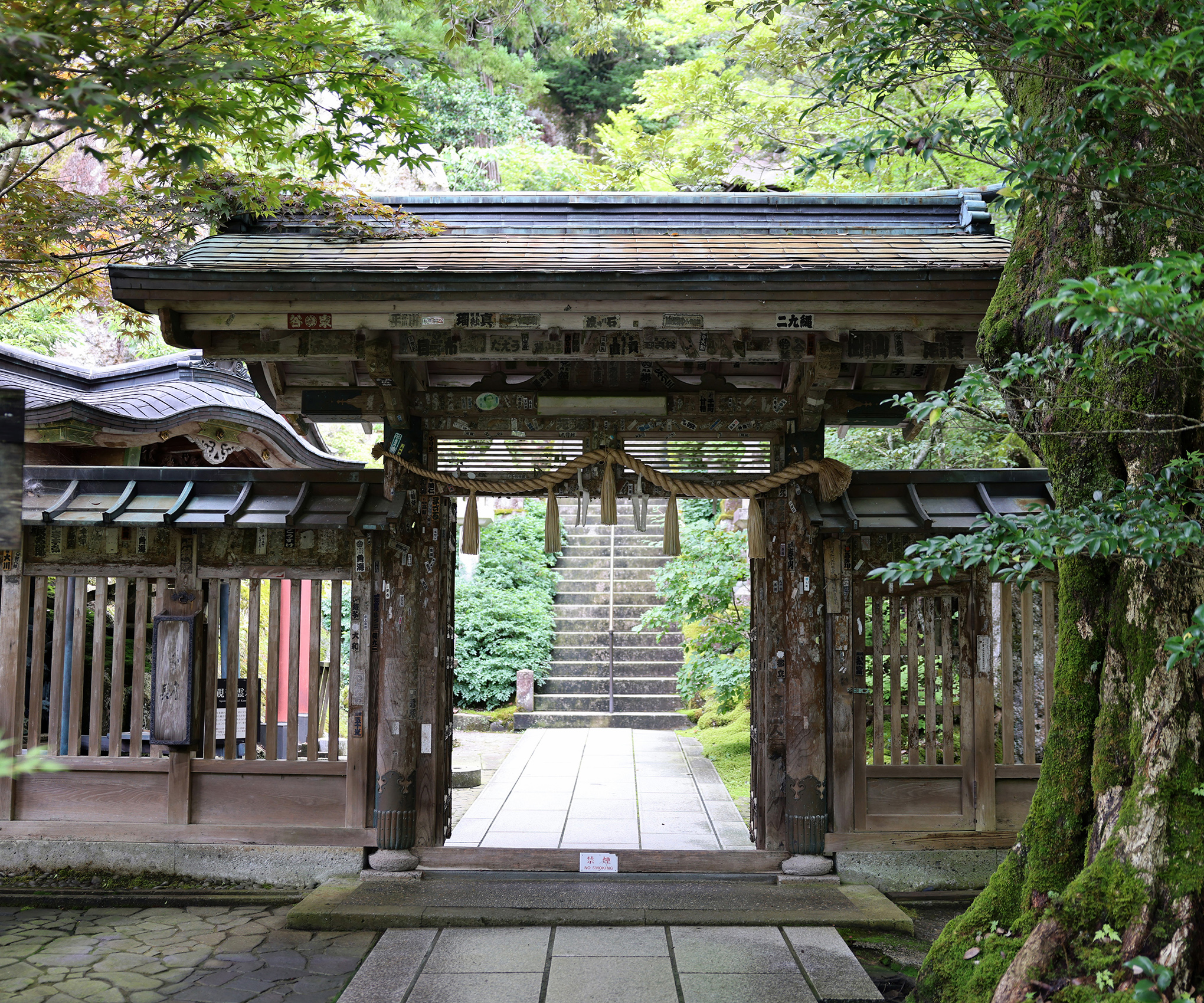
本堂 唐門（重要文化財）
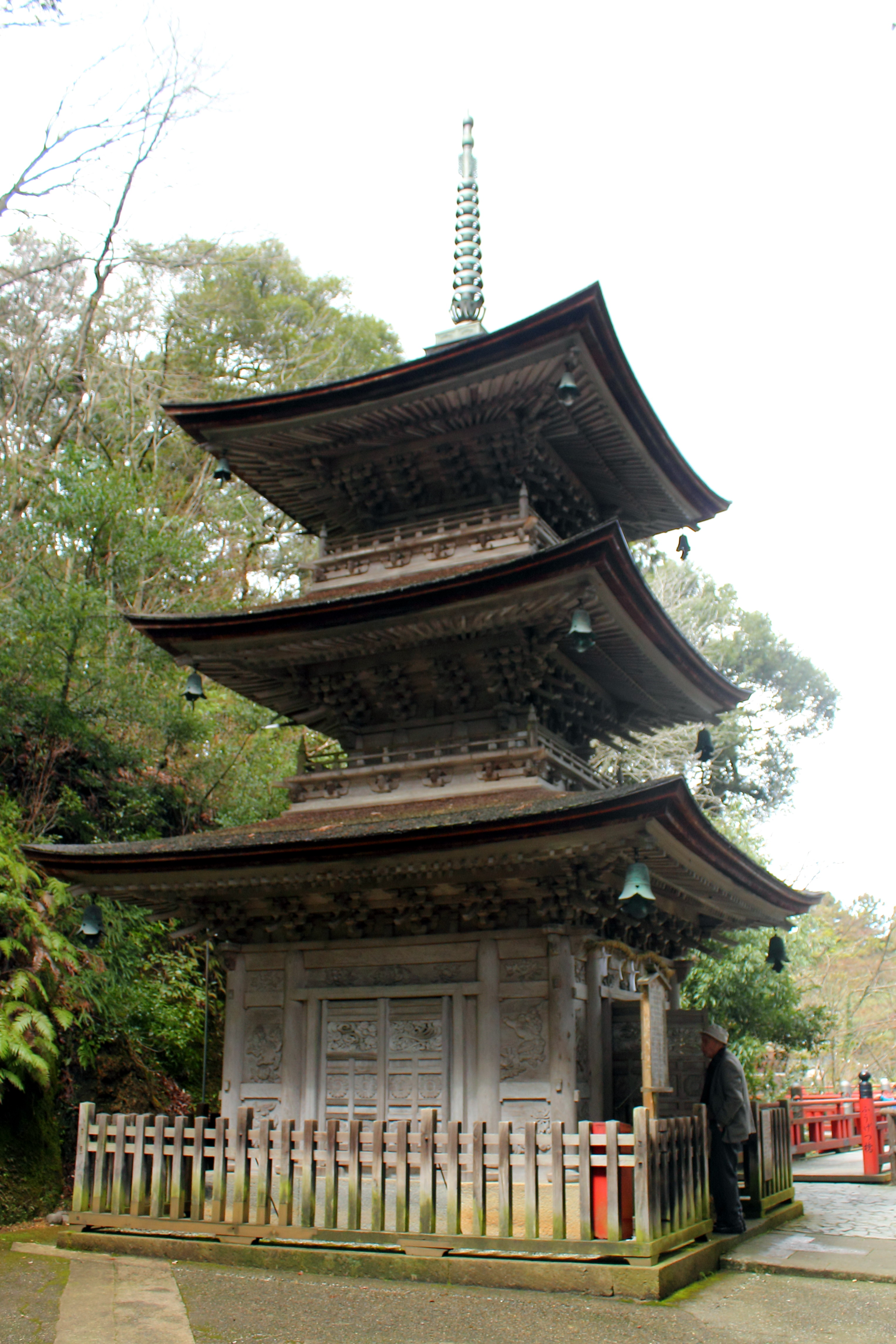
三重塔（重要文化財）
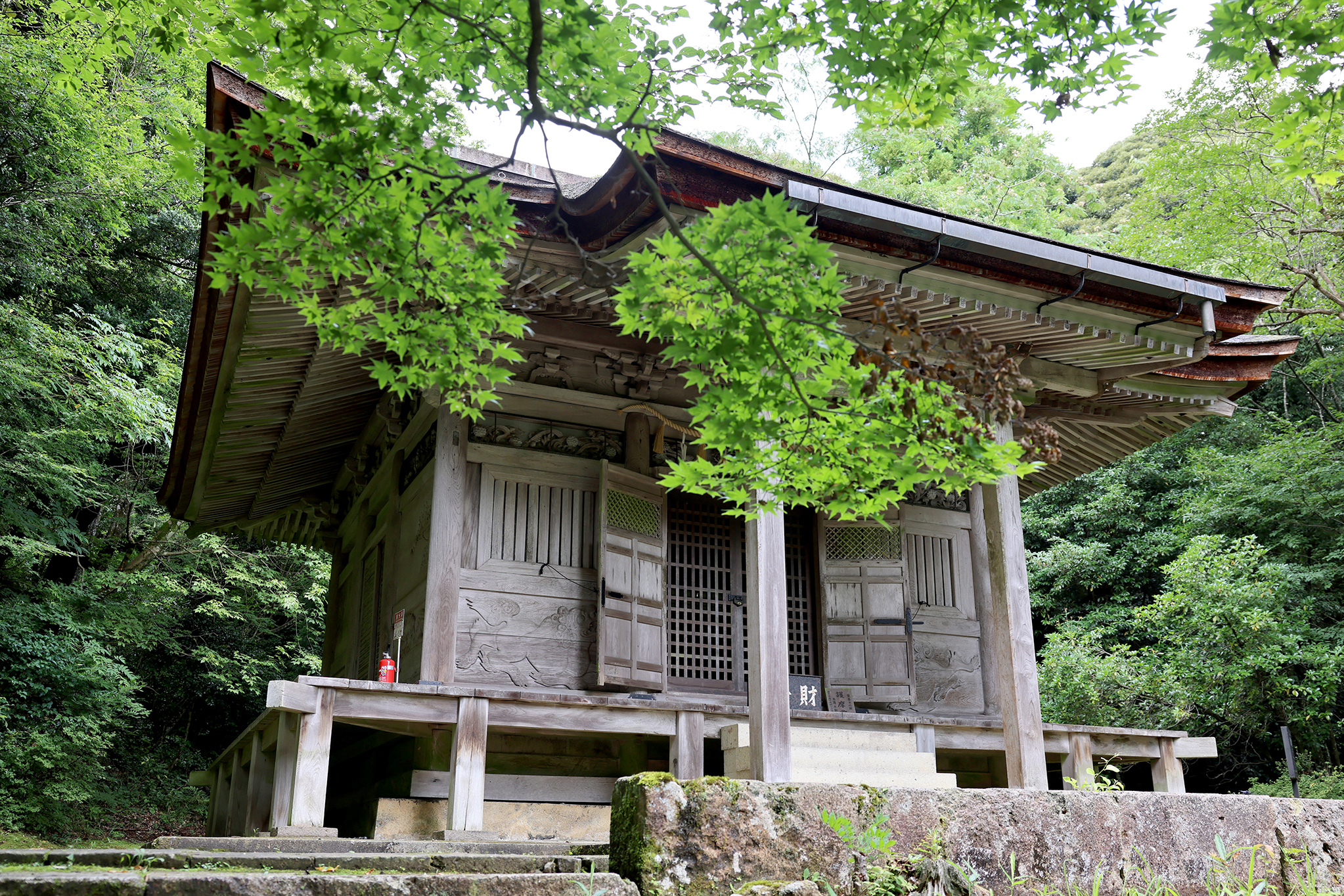
護摩堂（重要文化財）
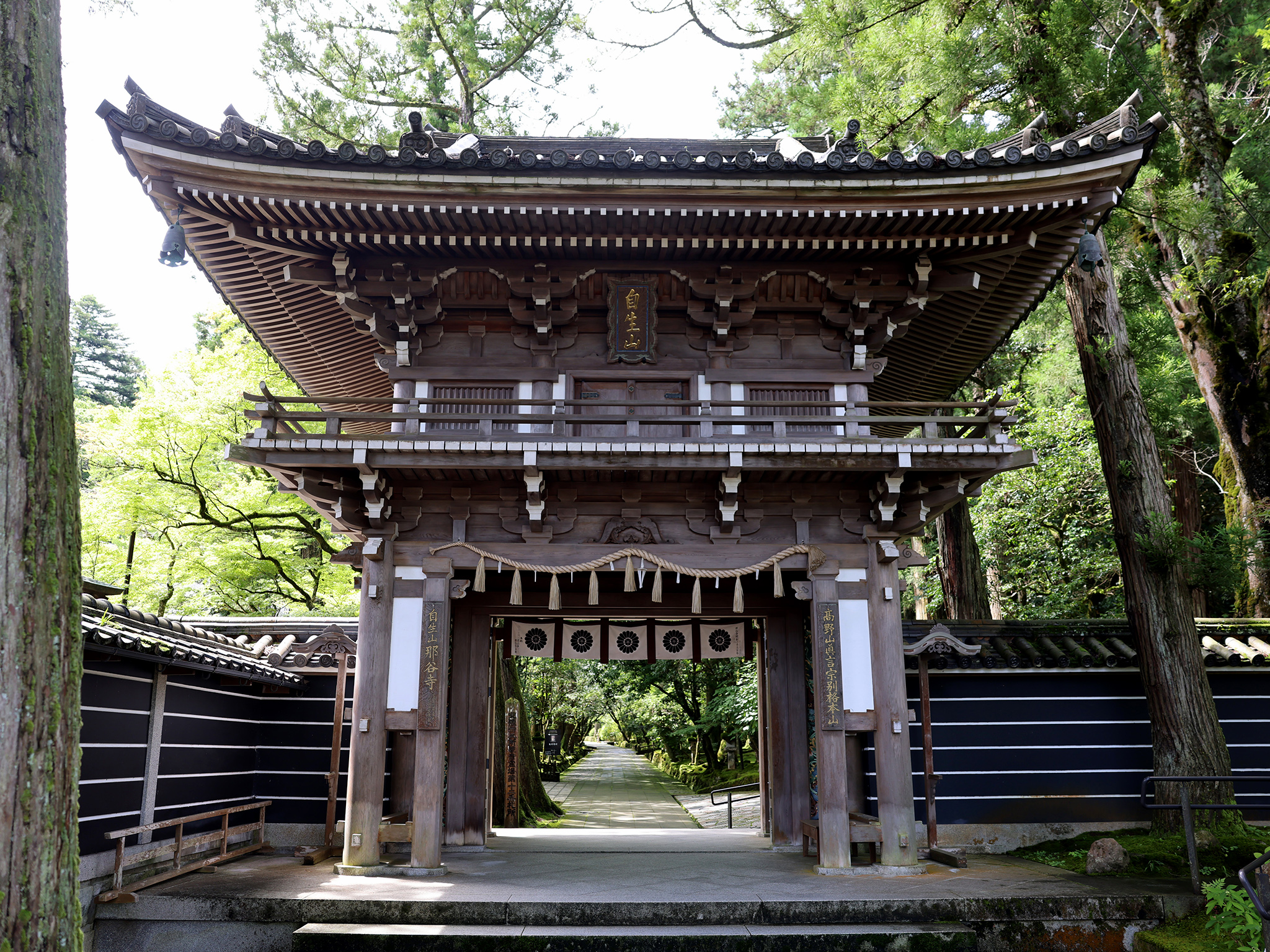
山門
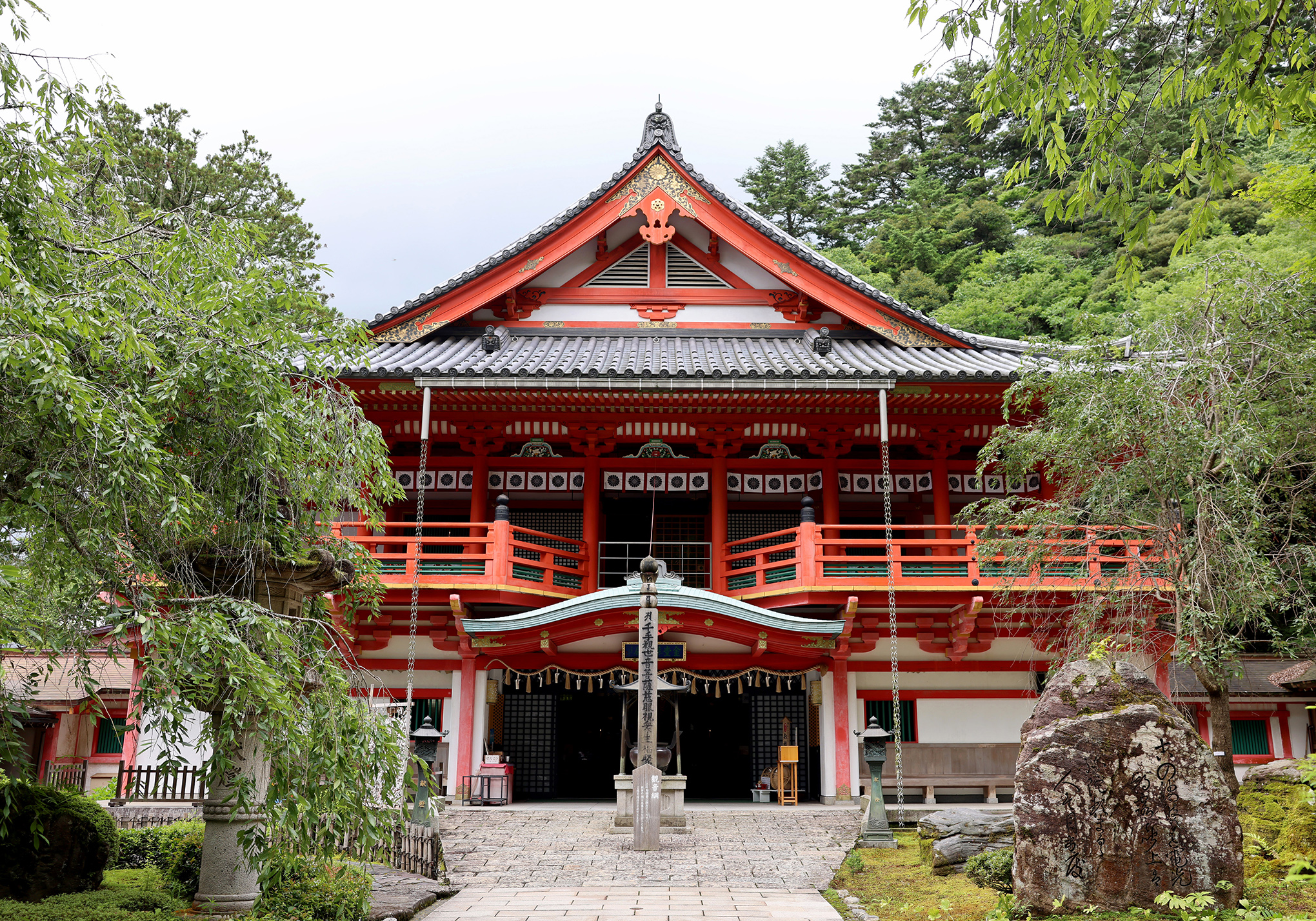
金堂華王殿
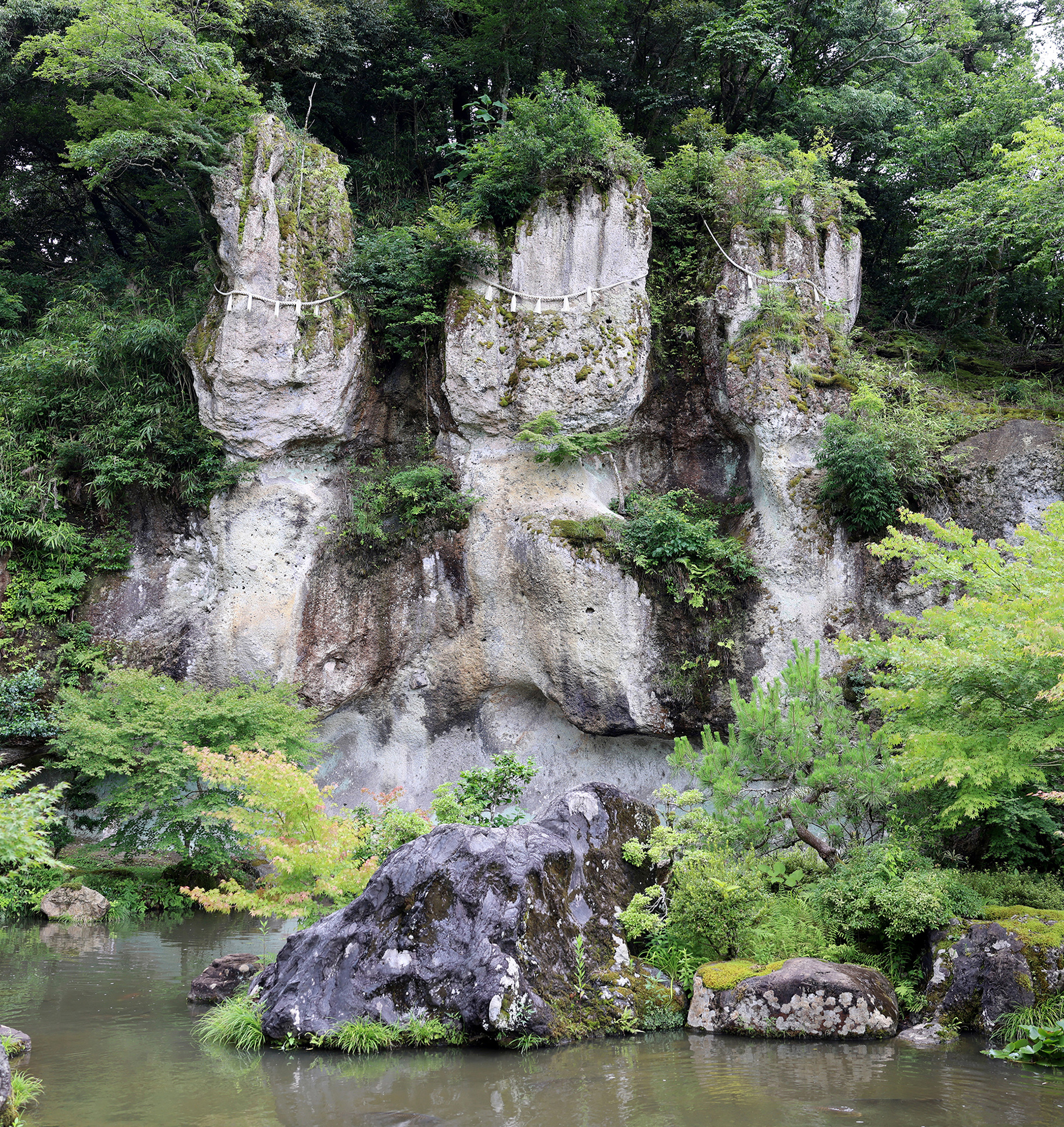
三尊石（琉美園）

## アクセス
- 北陸新幹線・IRいしかわ鉄道線 加賀温泉駅よりタクシーで約15分、IRいしかわ鉄道線 動橋駅より約10分。
- IRいしかわ鉄道線 小松駅または粟津駅より北鉄加賀バス「那谷寺」行きに乗車、「那谷寺」で下車。粟津駅前から約15分。
- 加賀温泉駅より加賀市内循環バス「CANBUS（キャン・バス）」乗車、「那谷寺」で下車。約57分（那谷寺から加賀温泉駅までは約35分）。

以前は、粟津温泉周辺を周遊する「粟津温泉観光周遊BUS」が土休日に運行されていたが、2019年3月に廃止された。

## 拝観について
- 時間 : 9:15-16:00
- 拝観料 : 大人1000円、小学生300円。重文書院及び庭園拝観は別途200円